# Cisaprida
A cisaprida é um fármaco utilizado pela medicina como tratamento do refluxo gastroesofágico. Esse medicamento de uso oral, age estimulando o funcionamento do sistema digestivo, ideal para o tratamento de prisões de ventre e refluxo gastroesofágico.

## Mecanismo de ação
Nas terminações nervosas pós ganglionares é capaz de ligar-se ao receptor 5HT4, e fazer que seja liberado acetilcolina no trato gastrointestinal. Seu efeito, decorre do aumento da contração muscular do esôfago e estômago, resultando em uma esvaziamento em tais sistemas ou seja, aumenta o transito peristáltico.

## Efeitos Colaterais
Arritmia cardíaca; aumento da pressão arterial; aumento dos batimentos cardíacos; barulho na barriga; cólica; convulsão; diarreia; dor de cabeça; dor na barriga; palpitação; rinite; tontura. A partir do ano de 2000 este medicamento foi proibido em muito países devido a relatos de Síndrome do QT longo, a qual pode resultar em arritmias e morte.